# سارا فرانکتی
سارا فرانکتی (ایتالیایی: Sara Franchetti؛ زادهٔ ۱۵ مه ۱۹۴۶) بازیگر و مدل پیشین اهل ایتالیا است.
از فیلم‌ها یا مجموعه‌های تلویزیونی که وی در آن‌ها نقش داشته است، می‌توان به پزشک بیمه سلامت، دوران کودکی، حرفه و نخستین تجربه جاکومو کازانووا، اهل ونیز، زندگی لئوناردو داوینچی، جنگ و یادبود، پدر ماتئو، الهه بخت، مارکیز، داستان یک جوان فقیر، بادی به غرب می‌رود، راهزن و دسته ژاندارم‌ها اشاره نمود.